# Lovász-féle lokális lemma
A Lovász-féle lokális lemma a kombinatorika egyik, elsősorban véletlen struktúrák vizsgálatánál használt tétele.

## A tétel állítása
Legyen G egyszerű gráf a {\displaystyle v_{1},\dots ,v_{n}} pontokon, amiben minden pont foka legfeljebb d. Tegyük fel, hogy minden {\displaystyle v_{i}} ponthoz hozzá van rendelve egy {\displaystyle A_{i}} esemény, amire {\displaystyle P(A_{i})\leq {\frac {1}{4d}}} és minden {\displaystyle A_{i}} független azon {\displaystyle A_{j}} események együttesétől, amelyekre {\displaystyle v_{j}} nincs összekötve {\displaystyle v_{i}}-vel. Ekkor